# Holocentropus incurvatus
Holocentropus incurvatus is een fossiele soort schietmot uit de familie Polycentropodidae.